# Danubia Gate
Danubia Gate je čtyřhvězdičkový hotel v Bratislavě.

## Budova
Hotel se nachází na Dunajské ulici v centru Bratislavy. Vznikl přestavbou funkcionalistické budovy zbudované původně v 20. letech 20. století. Byla to jedna z prvních budov, společně s Manderlákem na Náměstí SNP, která vznikla díky technologii litého železobetonového skeletu, což byla tehdy na Slovensku novinka. Tento dům byl zrekonstruován a přestavěn na hotel, přičemž byly zachovány hlavní prvky funkcionalistické architektury.

## Služby
Hotel poskytuje ubytování pro 45 hostů v jedno a dvoulůžkových pokojích tak v nadstandardních přepychových pokojích. Jedna z pokojů je upraven pro tělesně postižené.